# Gedeon Ráday (Politiker, 1841)

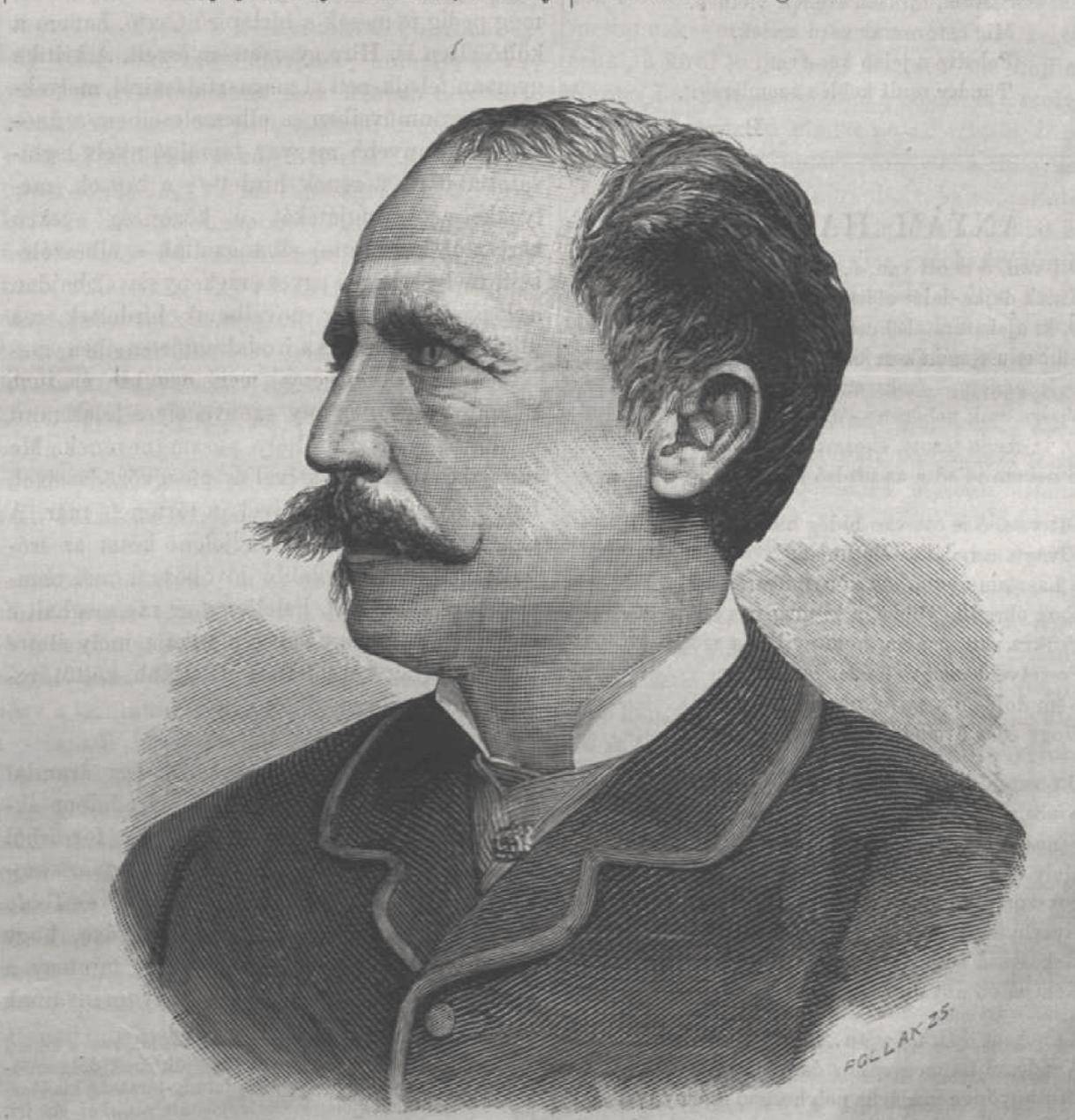
Gedeon Ráday, 1882

Gedeon Graf Ráday von Ráda (* 4. Mai 1841 in Pécel, Komitat Pest-Pilis-Solt; † 26. Dezember 1883 in Wien) war ein ungarischer Politiker und Landesverteidigungsminister.

## Leben
Ráday schlug zunächst die militärische Laufbahn ein und wurde Gardeoffizier und später Flügeladjutant des Kaisers an dessen Hof. 1866 schied er aus dem Militärdienst aus und bewirtschaftete sein Gut in Iklad. 1875 wurde er erstmals, als Mitglied der Unabhängigkeitspartei, Abgeordneter des ungarischen Reichstags. Am 4. Oktober 1882 wurde er, als Nachfolger für den unerwartet verstorbenen Béla Szende, von Ministerpräsident Kálmán Tisza zum ungarischen Landesverteidigungsminister ernannt, starb jedoch selber gut 16 Monate später unerwartet.